# Archelao (figlio di Temeno)
Archelao (in greco antico: Ἀρχέλαος?, Archélaos) è un personaggio della mitologia greca. Fu il fondatore della città di Ege.
Igino scrive che sia un antenato di Alessandro Magno.

## Genealogia
Figlio di Temeno.
Non sono noti nomi di spose o progenie.

## Mitologia
Esiliato dai suoi fratelli, abbandonò la città di Argo e si trasferì presso il regno di Cisseo, in Macedonia che, trovandosi con una guerra in atto ed in difficoltà, colse l'occasione di schierare Archelao al suo fianco promettendogli in cambio la mano della figlia ed il regno. 

Cisseo però, si rimangiò la parola data e fece scavare una fossa piena carbone a cui diede fuoco prima di celarla con una copertura di fronde e cercando di fare in modo che Archelao ci cadesse dentro, ma Archelao fu avvisato da un servo e così, dopo aver chiesto di conferire con Cisseo, lo gettò nella sua stessa fossa uccidendolo.
Archelao poi, interrogò un oracolo che gli consigliò di abbandonare il regno seguendo il cammino di una capra di nome Ege ed in seguito fondò una città che chiamò con lo stesso nome della capra.